# Петрівська сільська рада (Перевальський район)
| Петрівська сільська рада — колишній орган місцевого самоврядування у Перевальському районі Луганської області з адміністративним центром у с. Петрівка. Історична дата утворення: в 1918 році. Водоймища на території, підпорядкованій даній раді: річка Лозова. Сільській раді підпорядковані населені пункти: - с. Петрівка - с. Кам'янка |

## Склад ради
Рада складається з 12 депутатів та голови.

### Керівний склад ради
| ПІБ                          | Основні відомості                                                         | Дата обрання | Дата звільнення |
| ---------------------------- | ------------------------------------------------------------------------- | ------------ | --------------- |
| Степанов Олександр Дмитрович | Сільський голова, 1947 року народження, освіта, член Партії регіонів      | 26.03.2006   | 31.10.2010      |
| Скубарев Сергій Леонідович   | Сільський голова, 1959 року народження, освіта вища, член Партії регіонів | 31.10.2010   |                 |

Примітка: таблиця складена за даними джерела